# Bucovăț (okręg Dolj)
Bucovăț – wieś w Rumunii, w okręgu Dolj, w gminie Bucovăț. W 2011 roku liczyła 1504 mieszkańców.